# Rabusie pociągów
Rabusie pociągów (org. The Train Robbers) – amerykański western z 1973 roku w reż. Burta Kennedy’ego.

## Obsada
- John Wayne – Lane
- Ann-Margret – Lilly Lowe
- Rod Taylor – Grady
- Ben Johnson – Jesse
- Christopher George – Calhoun
- Bobby Vinton – Ben Young
- Jerry Gatlin – Sam Turner
- Ricardo Montalbán – agent agencji Pinkertona

## Fabuła
Stany Zjednoczone, Dziki Zachód. Pewna wdowa (Lilly Lowe), pragnąc oczyścić dobre imię swoje i jej syna zwraca się do Lane’a z propozycją zwrotu złota zrabowanego onegdaj przez jej męża. Lane przekonuje ją aby zwróciła złoto jako znalazca, co wiąże się z wypłaceniem nagrody-znaleźnego. Lane zbiera kompanów i wraz z wdową wyrusza do Teksasu do miejsca ukrycia złota. Ich śladem podążają byli członkowie bandy jej męża oraz wynajęty przez bank (właściciela złota) agent wraz ze swoimi ludźmi. Po wielu perypetiach złoto udaje się odzyskać. Jednak na końcu okazuje się, że wdowa nigdy nie była żoną rabusia, a jedynie sprytną prostytutką, której ten wyjawił sekret ukrytego złota.

## Odbiór
Film spotkał się z kiepskim przyjęciem zarówno krytyków jak i widzów. W opinii tych pierwszych bronił się wyłącznie dzięki występowi Johna Wayne’a – w owym czasie niekwestionowanej ikony gatunku. Krytykowano scenariusz, a zwłaszcza zakończenie. Obecnie (2023), 50 lat po premierze, w rankingu popularnego, filmowego serwisu internetowego Rotten Tomatoes obraz posiada słabą, 33-procentową, negatywną ocenę „zgniłych pomidorów“.